# فیرت‌کلیف (نیویورک)
فیرت‌کلیف (به انگلیسی: Firthcliffe) یک منطقهٔ مسکونی در ایالات متحده آمریکا است که در شهرستان اورنج، نیویورک واقع شده‌است. فیرت‌کلیف ۷٫۹ کیلومتر مربع مساحت و ۴٬۹۴۹ نفر جمعیت دارد و ۹۱ متر بالاتر از سطح دریا واقع شده‌است.